# بيبي زغبي
بيبي زغبي (من مواليد عام 1890، والمُتوفاة عام 1973م) هي رسامة لبنانية كانت تقيم في بوينس آيرس بالأرجنتين، واشتهرت برسمها للنباتات البرية. لُقّبت بيبي برسامة الزهرة أو لا بينتورا دي فلوريس باللغة الإسبانية، غالبًا ما كانت ترسم صورًا رمزية ثابتة بالإضافة إلى صور مليئة بالحياة. سافرت كثيرًا ورسمت خلال رحلاتها المتعددة إلى داكار وبيروت وباريس. وعلى الرغم من أنها تلقت القليل من التقدير نسبيًا خلال حياتها، إلا أنها بدأت تحظى باهتمام جديد كشخصية مؤثرة في حركات الفن الحداثي العربي واللبناني في القرن العشرين.

## النشأة

### بداية حياتها في لبنان والاستقرار في الأرجنتين
وُلدت بيبي زغبي باسم لبيبة زغبي عام 1890 لعائلة لبنانية ثرية، ونشأت في بلدة ساحلية لبنانية صغيرة تسمى ساحل علما. أصبح والدها سفيرًا للبنان في الأرجنتين، التي استقبلت عددًا صغيرًا ولكن مهمًا من المهاجرين من أصل لبناني منذ عام 1887 وما بعده.  التحقت بيبي زغبي أثناء نشأتها في لبنان بمدرسة كاثوليكية محلية، ثم التحقت لاحقًا بكلية سانت فاميلي في بيروت، حيث تلقت تعليمًا فرنسيًا.
غادرت بيبي زغبي لبنان في عام 1906 عندما كانت السادسة عشرة من عمرها، من أجل زواج رتب له والديها في الأرجنتين. تزوجت بيبي من مهاجر ثري لبناني أرجنتيني يدعى دومينغو ساماجا. انفصلت بيبي عنه قانونيًا في أوائل الثلاثينيات ولم تتزوج مرة أخرى. وعلى الرغم من أن الزواج لم يدم، فقد ورد أنها اكتسبت حبًا دائمًا للفن خلال الرحلات العديدة التي قامت بها مع ساماجا إلى باريس.
استقرت بيبي بشكل دائم في بوينس آيرس. وبحلول هذا الوقت، استضافت الأرجنتين عددًا كبيرًا من السكان من أصل لبناني بلغ عدددهم 148.270 شخصًا في عام 1926. طوّر أعضاء هذا المجتمع هوية ثقافية لبنانية أرجنتينية مميزة، حتى مع احتفاظ الكثيرين مثل بيبي بصلات قوية بلبنان.

## الحياة المهنية
بدأت بيبي بعرض أعمالها في صالات العرض الأرجنتينية بدءًا من الثلاثينيات. وأُقيم معرضها الفردي الأول في عام 1934 في معرض ويتكومب (بالانجليزية: Whitcomb) في بوينس آيرس. وأقامت لاحقًا عروضًا في غاليري شاربنتير في باريس عام 1935، وعرض آخر في تشيلي عام 1939. كما عرضت أعمالها في ريو دي جانيرو بالبرازيل، وأوروغواي. تأثر العمل الفني اللبناني في ذلك الوقت بشدة بالانطباعية الفرنسية والحداثة الإسبانية والتعبيرية الألمانية. استلهمت بيبي من هذه الأساليب في لوحاتها الزيتية. وعادت بيبي إلى بيروت لإقامة مطولة عام 1947، رعت خلالها الحكومة اللبنانية ثلاثة فنانين من بينهم بيبي زغبي، والتي حققت نجاحًا في السوق المحلية. ظهرت أعمالها خلال هذه الفترة في معرض فردي في العلية اللبنانية (بالفرنسية: Cénacle Libanais)، وهو صالون أدبي مرموق حضره مفكرون لبنانيون بارزون.
تمكنت زغبي من السفر بشكل متكرر لأنها كانت تمتلك الموارد فضلاً عن افتقارها إلى الالتزامات العائلية، ورسمت الكثير من رسوماتها أثناء السفر.

## الأسلوب والمحتوى الفني
أصبحت بيبي زغبي، التي رسمت في باستخدام الألوان الزيتية، معروفة في بعض الدوائر باسم برسامة الزهرة أو لا بينتورا دي فلوريس باللغة الإسبانية، لأنها غالبًا ما كانت تصور الزهور والنباتات البرية، بما في ذلك الصبار، والأقحوان، والكوبية، ورسمت مرة على الأقل شجرة تفاح يابانية. وعلى الرغم من أنها أنتجت معظم أعمالها في الأرجنتين، إلا أنها ركزت غالبًا على الحياة النباتية الملونة في لبنان. سافرت بيبي أيضًا إلى غرب إفريقيا حيث رسمت بيبي بعض اللوحات التصويرية مثل باهياس التي تُظهر أمًا تحمل ابنها، وامرأة مع الزهور Femme aux Fleurs وهي صورة لامرأة محاطة بالزهور. استوحت من الوقت الذي أمضته في داكار بعض اللوحات مثل لوحة قرية في السنغال. يتناقض أسلوب بيبي الحداثي مع الأنماط الكلاسيكية والأوروبية، وربما يأتي ذلك بسبب اعتمادها على نفسها بشكل كبير في تطوير وتعليم نفسها. وصفت دار كريستيز للمزادات الفنية أسلوبها الفني بأنه طليعي.

## السمعة والإرث
رعت الحكومة اللبنانية في عام 1947 أعمال ثلاثة فنانين وطنيين، وكانت زغبي هي المرأة الوحيدة من بينهم. حصلت بيبي في وقت لاحق من ذلك العام على وسام الأرز اللبناني للتميز تقديرًا لجهودها الفنية. بدأت زغبي تحظى بتقدير أكبر كفنانة لبنانية رائدة ورسامة بأسلوب الحداثة العربي في القرن الحادي والعشرين، مع تقدير أعمالها بألوانه الزاهية و معانيها المزدوجة أو رمزيتها. استضاف معرض غاليري تانيت في بيروت في عام 2022م معرضًا جديدًا لأعمالها، بينما عرضت المتاحف في لبنان أعمالها في السنوات الأخيرة. ألهمت زغبي أيضًا فنانين آخرين مثل مصممة الأزياء اللبنانية السويسرية المولد ساندرا منصور التي أدرجت في عام 2022م منصور بعض أنماط الأزهار الخاصة بها في خط انتاج أزياءها فلور دو سولي لصالح إتش آند إم.